# Huevo neceser
El huevo neceser es un huevo imperial Fabergé, uno de una serie de cincuenta y dos huevos enjoyados elaborados bajo la supervisión de Peter Carl Fabergé para la familia imperial rusa. Fue elaborado y entregado al entonces zar de Rusia, Alejandro III, quien se lo regaló a su esposa, Maria Feodorovna, el día de Pascua de 1889. El huevo es uno de los huevos imperiales perdidos, pero se sabe que sobrevivió a la Revolución Rusa y fue vendido por Wartski en Londres en 1952.

## Diseño
Fue diseñado como un estuche que contiene artículos de tocador de mujer. Si bien no se conoce su apariencia exacta, es descrito en el inventario de tesoros imperiales confiscados de 1917 como decorado con "piedras multicolores y brillantes, rubíes, esmeraldas y zafiros".

### Sorpresa
La sorpresa es el hecho de que el huevo es esencialmente un estuche, o neceser, con trece implementos y artículos de tocador con incrustaciones de diamantes.

## Historia
El 9 de abril de 1889, Alejandro III entregó el huevo a su esposa, María Fiódorovna. Estuvo alojado en el Palacio de Gatchina y fue llevado en al menos un viaje a Moscú, como lo demuestra una factura del viaje que describe el huevo.
Tras la revolución de 1917 fue incautado junto con el resto de los huevos imperiales y enviado al Palacio de la Armería del Kremlin. Durante la primera parte de 1922, el huevo fue transferido al Sovnarkom. Fue mostrado por última vez en Rusia en  Wartski Ltd., joyeros de la corte y especialistas en Fabergé. Se mostró en Wartski en 1949 como parte de la primera exposición dedicada a las obras de Faberge en Europa. Más tarde fue adquirido y vendido por la firma. En un artículo sobre el huevo, Wartski afirma: "Se registró por última vez (en nuestras instalaciones) el 19 de junio de 1952, cuando se vendió a un comprador llamado 'A Stranger' por  1250£. El anonimato del comprador se protegió a través de los registros de Wartski y permanece sin identificar". Se desconoce su paradero actual.